# Десять ярдів (фільм)
«Де́сять я́рдів» (англ. «The Whole Ten Yards») — сиквел американської кримінальної комедії «Дев'ять ярдів».

## Сюжет
Безліч неприємностей відбувається в житті нашого улюбленого дантиста з Беверлі-Гілз, Ніколаса Озеранські. Хороша новина — те що його дружина Синтія вагітна. А погана новина? Його здолала параноя… Відомий ватажок угорської мафії Лазло, вийшов з в'язниці і хоче повернути гроші, які Озз і Джиммі-Тюльпан вкрали у нього з-під носа. Лазло піде на все щоб повернути свої гроші, і для цієї мети він викрадає вагітну Синтію… Історія закручується все сильніше і сильніше, але це ж всього лише один день з життя наших героїв…

## В ролях
- Брюс Вілліс — Джиммі «Тюльпан» Тудескі
- Меттью Перрі — Ніколас «Оз» Озеранскі
- Наташа Генстридж — Синтія Озеранскі
- Аманда Піт — Джилл Тудескі
- Кевін Поллак — Лазло Гоголак
- Френк Коллісон — Страбоніц «Страбо» Гоголак
- Таша Сміт — Джульз Фігероа